# إيرل براون (عسكري)
إيرل براون (بالإنجليزية: Earl Brown)‏ هو عسكري أمريكي، ولد في 5 ديسمبر 1927 في ذا برونكس في الولايات المتحدة.